# Белопера кротушка
Romanogobio albipinnatus е вид лъчеперка от семейство Шаранови (Cyprinidae).

## Разпространение
Видът е разпространен в Казахстан и Русия.